# Ethelda Bleibtrey
Ethelda Bleibtrey, född 27 februari 1902 i Waterford, död 6 maj 1978 i West Palm Beach, var en amerikansk simmare.
Bleibtrey blev olympisk mästare på 300 meter frisim vid sommarspelen 1920 i Antwerpen.